# American Football Conference
Pour les articles homonymes, voir AFC.
L'American Football Conference (AFC) ou la Conférence américaine, ou au Canada francophone l'Association américaine est, avec la NFC, une des deux conférences (associations) qui constituent la National Football League (NFL) de football américain. Les franchises sont groupées en quatre divisions.

De 1997 à 2005, la victoire dans le Super Bowl, qui sacre la meilleure franchise de NFL, n'a échappé que deux fois aux franchises de l'AFC.

## Division Est
- Bills de Buffalo
- Dolphins de Miami
- Jets de New York
- Patriots de la Nouvelle-Angleterre

## Division Nord
- Ravens de Baltimore
- Bengals de Cincinnati
- Browns de Cleveland
- Steelers de Pittsburgh

## Division Sud
- Texans de Houston
- Colts d'Indianapolis
- Jaguars de Jacksonville
- Titans du Tennessee

## Division Ouest
- Broncos de Denver
- Chiefs de Kansas City
- Raiders de Las Vegas
- Chargers de Los Angeles

## Palmarès
Légende :
- Vainqueur du Super Bowl

| Saison | Vainqueur                               | Score | Finaliste                          |
| ------ | --------------------------------------- | ----- | ---------------------------------- |
| 1970   | Colts de Baltimore (1)                  | 27-17 | Raiders d'Oakland                  |
| 1971   | Dolphins de Miami (1)                   | 21-0  | Colts de Baltimore                 |
| 1972   | Dolphins de Miami (2)                   | 21-17 | Steelers de Pittsburgh             |
| 1973   | Dolphins de Miami (3)                   | 27-10 | Raiders d'Oakland                  |
| 1974   | Steelers de Pittsburgh (1)              | 24-13 | Raiders d'Oakland                  |
| 1975   | Steelers de Pittsburgh (2)              | 16-10 | Raiders d'Oakland                  |
| 1976   | Raiders d'Oakland (1)                   | 24-7  | Steelers de Pittsburgh             |
| 1977   | Broncos de Denver (1)                   | 20-17 | Raiders d'Oakland                  |
| 1978   | Steelers de Pittsburgh (3)              | 34-5  | Oilers de Houston                  |
| 1979   | Steelers de Pittsburgh (4)              | 27-13 | Oilers de Houston                  |
| 1980   | Raiders d'Oakland (2)                   | 34-27 | Chargers de San Diego              |
| 1981   | Bengals de Cincinnati (1)               | 27-7  | Chargers de San Diego              |
| 1982   | Dolphins de Miami (4)                   | 14-0  | Jets de New York                   |
| 1983   | Raiders de Los Angeles (3)              | 30-14 | Seahawks de Seattle                |
| 1984   | Dolphins de Miami (5)                   | 45-28 | Steelers de Pittsburgh             |
| 1985   | Patriots de la Nouvelle-Angleterre (1)  | 31-14 | Dolphins de Miami                  |
| 1986   | Broncos de Denver (2)                   | 23-20 | Browns de Cleveland                |
| 1987   | Broncos de Denver (3)                   | 38-33 | Browns de Cleveland                |
| 1988   | Bengals de Cincinnati (2)               | 21-10 | Bills de Buffalo                   |
| 1989   | Broncos de Denver (4)                   | 37-21 | Browns de Cleveland                |
| 1990   | Bills de Buffalo (1)                    | 51-3  | Raiders de Los Angeles             |
| 1991   | Bills de Buffalo (2)                    | 10-7  | Broncos de Denver                  |
| 1992   | Bills de Buffalo (3)                    | 29-10 | Dolphins de Miami                  |
| 1993   | Bills de Buffalo (4)                    | 30-13 | Chiefs de Kansas City              |
| 1994   | Chargers de San Diego (1)               | 17-13 | Steelers de Pittsburgh             |
| 1995   | Steelers de Pittsburgh (5)              | 20-16 | Colts d'Indianapolis               |
| 1996   | Patriots de la Nouvelle-Angleterre (2)  | 20-6  | Jaguars de Jacksonville            |
| 1997   | Broncos de Denver (5)                   | 24-21 | Steelers de Pittsburgh             |
| 1998   | Broncos de Denver (6)                   | 23-10 | Jets de New York                   |
| 1999   | Titans du Tennessee (1)                 | 33-14 | Jaguars de Jacksonville            |
| 2000   | Ravens de Baltimore (1)                 | 16-3  | Raiders d'Oakland                  |
| 2001   | Patriots de la Nouvelle-Angleterre (3)  | 24-17 | Steelers de Pittsburgh             |
| 2002   | Raiders d'Oakland (4)                   | 41-24 | Titans du Tennessee                |
| 2003   | Patriots de la Nouvelle-Angleterre (4)  | 24-14 | Colts d'Indianapolis               |
| 2004   | Patriots de la Nouvelle-Angleterre (5)  | 41-27 | Steelers de Pittsburgh             |
| 2005   | Steelers de Pittsburgh (6)              | 34-17 | Broncos de Denver                  |
| 2006   | Colts d'Indianapolis (2)                | 38-34 | Patriots de la Nouvelle-Angleterre |
| 2007   | Patriots de la Nouvelle-Angleterre (6)  | 21-12 | Chargers de San Diego              |
| 2008   | Steelers de Pittsburgh (7)              | 23-14 | Ravens de Baltimore                |
| 2009   | Colts d'Indianapolis (3)                | 30-17 | Jets de New York                   |
| 2010   | Steelers de Pittsburgh (8)              | 24-19 | Jets de New York                   |
| 2011   | Patriots de la Nouvelle-Angleterre (7)  | 23-20 | Ravens de Baltimore                |
| 2012   | Ravens de Baltimore (2)                 | 28-13 | Patriots de la Nouvelle-Angleterre |
| 2013   | Broncos de Denver (7)                   | 26-16 | Patriots de la Nouvelle-Angleterre |
| 2014   | Patriots de la Nouvelle-Angleterre (8)  | 26-16 | Colts d'Indianapolis               |
| 2015   | Broncos de Denver (8)                   | 45-7  | Patriots de la Nouvelle-Angleterre |
| 2016   | Patriots de la Nouvelle-Angleterre (9)  | 36-17 | Steelers de Pittsburgh             |
| 2017   | Patriots de la Nouvelle-Angleterre (10) | 24-20 | Jaguars de Jacksonville            |
| 2018   | Patriots de la Nouvelle-Angleterre (11) | 37-31 | Chiefs de Kansas City              |
| 2019   | Chiefs de Kansas City (1)               | 35-24 | Titans du Tennessee                |
| 2020   | Chiefs de Kansas City (2)               | 38-24 | Bills de Buffalo                   |
| 2021   | Bengals de Cincinnati (3)               | 27-24 | Chiefs de Kansas City              |
| 2022   | Chiefs de Kansas City (3)               | 23-20 | Bengals de Cincinnati              |
| 2023   | Chiefs de Kansas City (4)               | 17-10 | Ravens de Baltimore                |
| 2024   | Chiefs de Kansas City (5)               | 32-29 | Bills de Buffalo                   |

## Tableau d'honneur
| Rang | Franchise                             | Victoires                                                               | Finales perdues |
| ---- | ------------------------------------- | ----------------------------------------------------------------------- | --------------- |
| 1    | Patriots de la Nouvelle-Angleterre    | 11 (1985, 1996, 2001, 2003, 2004, 2007, 2011, 2014, 2016, 2017 et 2018) | 4               |
| 2    | Steelers de Pittsburgh                | 8 (1974, 1975, 1978, 1979, 1995, 2005, 2008 et 2010)                    | 8               |
| 3    | Broncos de Denver                     | 8 (1977, 1986, 1987, 1989, 1997, 1998, 2013 et 2015)                    | 2               |
| 4    | Chiefs de Kansas City                 | 5 (2019, 2020, 2022, 2023 et 2024)                                      | 3               |
| 5    | Dolphins de Miami                     | 5 (1971, 1972, 1973, 1982 et 1984)                                      | 2               |
| 6    | Raiders d'Oakland/Los Angeles         | 4 (1976, 1980, 1983 et 2002)                                            | 7               |
| 7    | Bills de Buffalo                      | 4 (1990, 1991, 1992 et 1993)                                            | 3               |
| 8    | Colts d'Indianapolis/Baltimore        | 3 (1970, 2006 et 2009)                                                  | 4               |
| 9    | Bengals de Cincinnati                 | 3 (1981, 1988 et 2021)                                                  | 1               |
| 10   | Ravens de Baltimore                   | 2 (2000 et 2012)                                                        | 3               |
| 11   | Titans du Tennessee/Oilers de Houston | 1 (2002)                                                                | 4               |
| 12   | Chargers de Los Angeles/San Diego     | 1 (1994)                                                                | 3               |
| 13   | Jets de New York                      | 0                                                                       | 4               |
| 14   | Browns de Cleveland                   | 0                                                                       | 3               |
| 15   | Jaguars de Jacksonville               | 0                                                                       | 3               |
| 16   | Seahawks de Seattle                   | 0                                                                       | 1               |
| 17   | Texans de Houston                     | 0                                                                       | 0               |
| 17   | Buccaneers de Tampa Bay               | 0                                                                       | 0               |